# Qomām
Qomām (persiska: قمام) är en ort i Iran.   Den ligger i provinsen Kermanshah, i den nordvästra delen av landet, 400 km väster om huvudstaden Teheran. Qomām ligger 1 730 meter över havet och antalet invånare är 245.
Terrängen runt Qomām är kuperad österut, men västerut är den platt.Runt Qomām är det ganska tätbefolkat, med 72 invånare per kvadratkilometer. Närmaste större samhälle är Sonqor, 14,4 km söder om Qomām. Trakten runt Qomām består i huvudsak av gräsmarker.